# Cantuaria assimilis
Cantuaria assimilis är en spindelart som beskrevs av Forster 1968. Cantuaria assimilis ingår i släktet Cantuaria och familjen Idiopidae. Inga underarter finns listade.